# Shekvetili
Shekvetili (en géorgien: შეკვეთილი) est un village et une station balnéaire de la municipalité d'Ozourguéti, en Gourie, en Géorgie, situé sur la côte est de la mer Noire, à l'embouchure de la rivière Natanebi. Shekvetili abrite le parc d'attractions populaire Tsitsinatela, la grande salle Black Sea Arena et le parc miniature en plein air de modèles réduits des monuments architecturaux de la Géorgie.

## Géographie
Shekvetili forme une bande de bord de mer de 5 kilomètres, à 2 mètres d'altitude, dominée par une forêt de pins. Le village est situé à mi-chemin entre les stations balnéaires d'Oureki et de Kobuleti, à 21 kilomètres à l'est d'Ozourguéti, la ville principale de Gourie. Il est traversé par l'autoroute S2 et est également desservi par la gare de Natanebi.

## Historique
Shekvetili a servi de lieu commercial important dans le sud-ouest de la Principauté géorgienne de Gourie au 18e siècle. Il a été occupé par une garnison ottomane en 1723 et est passé en possession russe après le traité de Bucarest en 1812. Les Turcs l'ont appelé Shefketil, tandis que les Russes l'ont connu sous le nom de fort de Saint-Nicolas. Selon un récit contemporain, "les marchandises du fort Saint-Nicolas sont débarqués sur une langue de terre voisine et transportés là-bas sur les épaules des hommes".

### Bataille de Limani (1829)
En tant que forteresse frontalière, Shekvetili a été le théâtre d'affrontements militaires entre les forces russes et ottomanes au cours des guerres russo-turques. Pendant le conflit de 1828-1829, le fort de Saint-Nicolas était l'une des bases d'opérations russes dans la "Gourie turque" (Adjarie). Le 5 mars 1829, le major-général Karl Hesse, à la tête d'une force de 1 200 Russes et de quelque 1 500 miliciens gourians, prend d'assaut et détruit un grand camp ottoman fortifié à Limani, près de Shekvetili.

### Bataille de Shekvetili (1853)

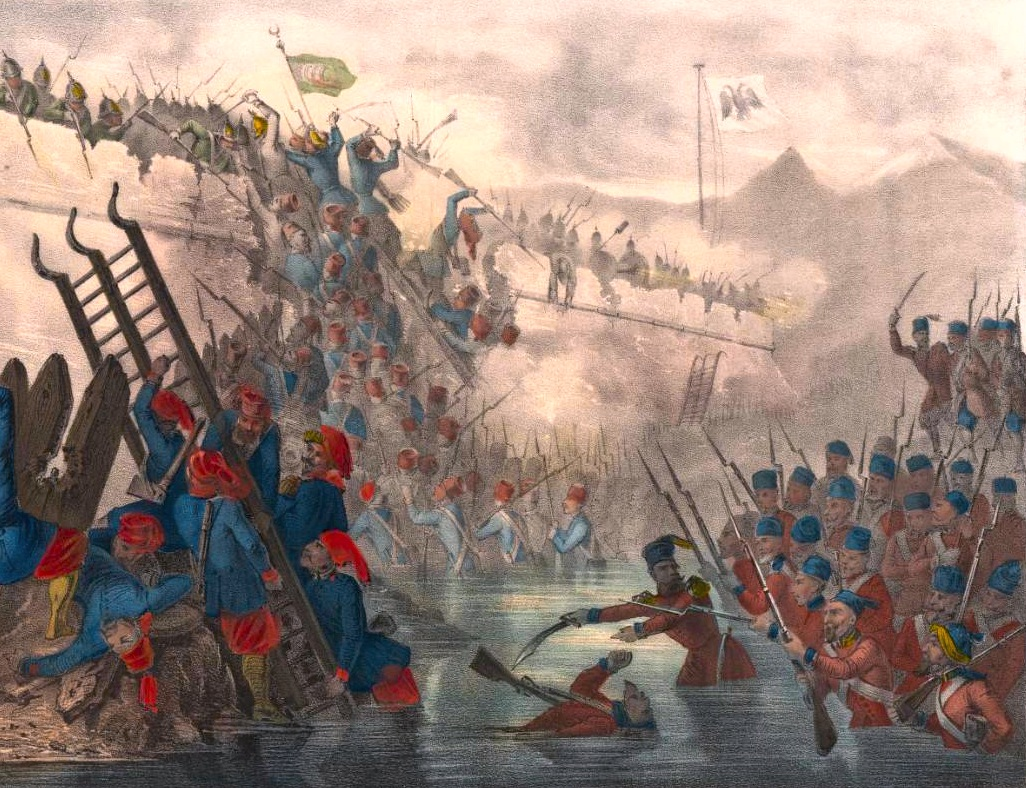
La bataille de Shekvetili (1853).

Pendant la guerre de Crimée, dans la nuit du 15 au 16 octobre 1853, une force ottomane supérieure de trois ou cinq bataillons, y compris des bachi-bazouks, dirigée par Hasan et Ali Beys et Dede Ağa, originaires de Kobouleti, a pris d'assaut Shekvetili, tenu par deux compagnies d'infanterie russe et une milice géorgienne locale sous le commandement du capitaine Shcherbakov, et a capturé le poste après des heures de bataille rangée. Les atrocités commises par les bachi-bazouks dans et autour de Shekvetili ont aliéné les Géorgiens musulmans locaux, qui avaient initialement salué l'avance ottomane. Les pertes russes se sont élevées à près de 1 000 tués, dont le capitaine Shcherbakov et le commandant de la milice géorgienne, le prince Giorgi Gurieli, et 80 ont été capturés, tandis que les Turcs ont perdu 32 morts et 59 blessés. La bataille a ouvert le front du Caucase de la guerre de Crimée,.